# Magi bortom Waverly Place
Magi bortom Waverly Place är en amerikansk dramakomediserie som hade premiär 29 oktober 2024. Den första säsongen som består av 21 avsnitt är skapad av Scott Thomas, Jed Elinoff och Todd J. Greenwald. Serien är en spin-off och fortsättning på serien Magi på Waverly Place som sändes mellan 2007 och 2012.

## Handling
Justin Russo, som vuxit upp, som försöker leva ett vanligt familjeliv med sin fru och sina två söner i Staten Island. Hans nya liv tar en vändning då syrran Alex och Billie behöver hans hjälp. Justin måste ta både rollen som familjefar, och samtidigt träna en ung trollkarl och beskydda trollkarlsvärlden.

## Rollista (i urval)
| Roll         | Skådespelare       | Svensk röst               |
| ------------ | ------------------ | ------------------------- |
| Billie       | Janice LeAnn Brown | Charlie Löfgren Kruse     |
| Roman Russo  | Alkaio Thiele      | Leo Forsgren              |
| Milo Russo   | Max Matenko        | Alexander Sherwood        |
| Winter       | Taylor Cora        | Lilly Källstrand Holmgren |
| Giada Russo  | Mimi Gianopulos    | Matilda Tjerneld          |
| Justin Russo | David Henrie       | Nick Atkinson             |
| Alex Russo   | Selena Gomez       | Vendela Palmgren          |